# Giorgio La Malfa
 (mars 2018).
Si vous disposez d'ouvrages ou d'articles de référence ou si vous connaissez des sites web de qualité traitant du thème abordé ici, merci de compléter l'article en donnant les références utiles à sa vérifiabilité et en les liant à la section « Notes et références ».
Pour les articles homonymes, voir Malfa (homonymie).
Giorgio La Malfa (né le 13 octobre 1939 à Milan) est un homme politique italien, fils d'Ugo La Malfa, ancien président du Parti républicain italien et ministre du gouvernement Silvio Berlusconi III, chargé des Affaires européennes. Le 8 juin 2011, il est exclu du PRI pour avoir voté la défiance en décembre 2010 au gouvernement Berlusconi et avoir notamment déclaré : « si le Parti veut se suicider en même temps que Berlusconi, il est libre de le faire, mais moi, décidément, je ne le suivrai pas. Je n'ai pas l'intention de rester dans cette sorte de fin de règne. »

## Biographie
(mars 2018).
Diplômé en droit et économie politique, professeur universitaire.
XIVe législature : Élu à la proportionnelle dans la XIe circonscription (Émilie-Romagne), sur une liste de Forza Italia, proclamé élu le 27 mai 2001.
Déjà élu député lors des législatures : VI, VII, VIII, IX, X, XI, XIII.
Inscrit aux groupes parlementaires :
- Mixte (aucun sous-groupe) du 5 juin 2001 au 14 mai 2002 ;
- Mixte (libéraux-démocrates, républicains et Nouveau PSI) depuis le 14 mai 2002.
- Peuple de la liberté à partir de mai 2008 (réélu député)
- en mars 2007, à la suite de la constitution au sein des non-inscrits de la composante Républicains, Libéraux, Réformateurs, il devient vice-président des Non-Inscrits ;
- le 5 septembre 2008, il quitte le PDL et déclare appartenir au groupe des non-inscrits ;
- le 24 septembre 2008, il annonce publiquement son détachement de la politique menée par Silvio Berlusconi, par lettre ouverte au Corriere della Sera.
- Au sein du groupe des Non-Inscrits, il forme le 22 octobre 2008 une composante Libéraux-démocrates Républicains qu'il quitte le 5 mai 2009, pour constituer une composante Républicains, Régionalistes et Populaires qui en septembre 2010 devient Républicains, Action et Alliance du Centre.

En 2019, il retourne au PRI après son expulsion de 2011.